# 丁文通
丁文通，辽朝官员。
丁文通担任天城军节度使、左千牛卫上将军、金紫崇禄大夫、檢校太傅、兼御史大夫、上柱国、济阳郡开国公、食邑一千户，实封一百户。咸雍八年（1072年）辽圣宗的第六子、上京留守耶律宗愿去世，充任敕葬使。天城军治所在祖州（今内蒙古自治区赤峰市巴林左旗西南石房子村），属上京道，而时任上京留守者为耶律宗愿，丁文通或为耶律宗愿的属下，故成为耶律宗愿死后丧事的主持人。